# Savannah (schip, 1959)
NS Savannah was het eerste vracht- en passagiersschip dat door kernenergie werd aangedreven.

## Kiellegging
In 1955 deed de Amerikaanse president Eisenhower het voorstel om een nucleair aangedreven vracht- en passagiersschip te bouwen. In 1956 ging het Congres akkoord met de bouw van NS Savannah (N van Nuclear). Het schip werd ontworpen bij George G. Sharp, Incorporated en gebouwd op de New York Shipbuilding Corporation te Camden, New Jersey en ging op 23 maart 1962 te water. Het schip was bedoeld als promotie voor Eisenhowers Atoms for Peace-project.

## Reactor

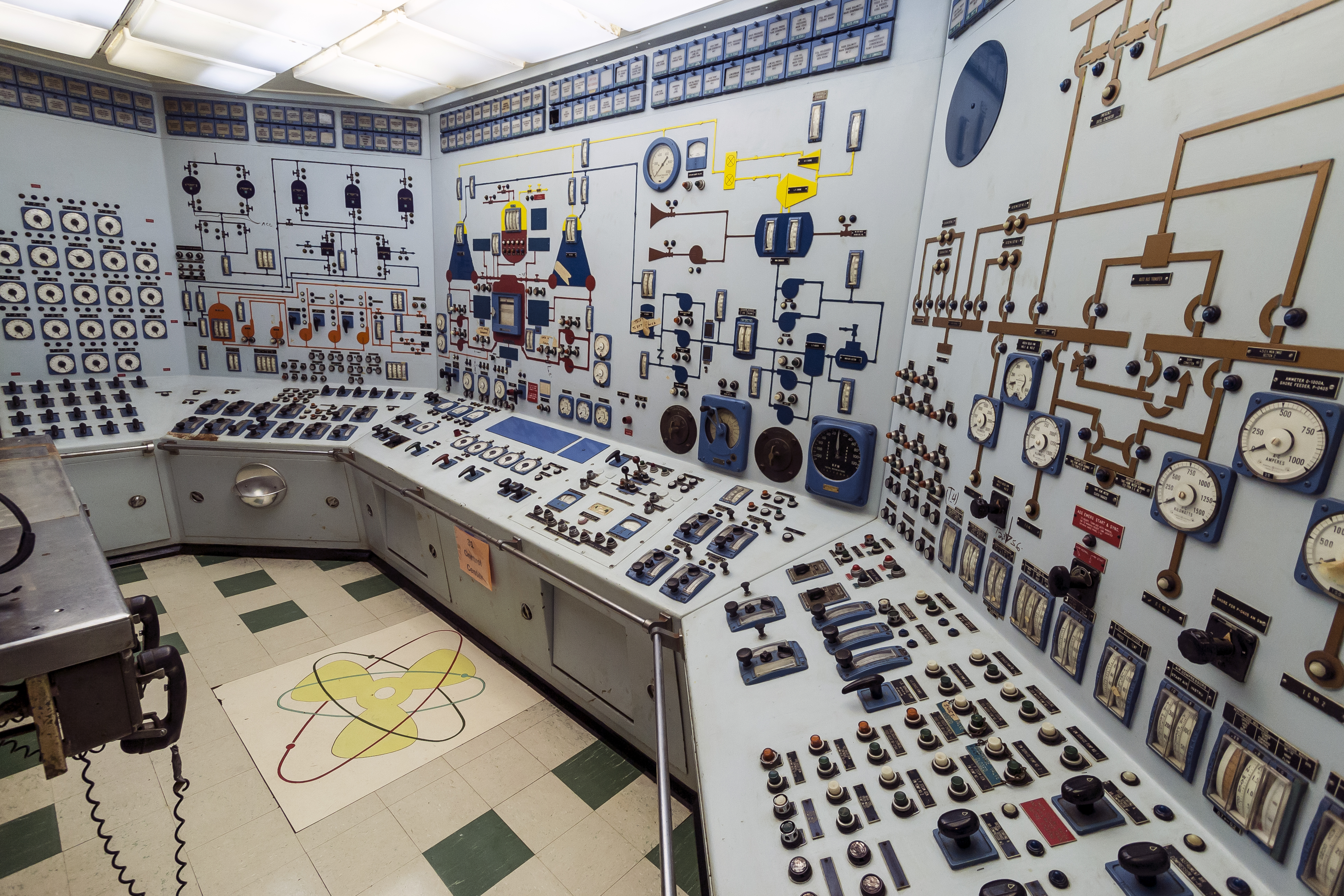
Controlekamer

Het schip had negen waterdichte compartimenten. Hiervan waren er zeven bestemd voor lading, een voor de reactor en een voor de stoomturbines en de verdere apparatuur voor de aandrijving van het schip. Voor het laden en lossen beschikte het schip over eigen laadgerei. De reactor lag direct voor de brug. Het deel voor de passagiers lag boven de laatste twee compartimenten om het laden en lossen niet te hinderen.
De Savannah kreeg een vergelijkbare drukwaterreactor die eerder op de USS Nautilus was geplaatst. De reactor had een primaire waterkring die direct werd verhit door de reactor en een secundaire waterkring. Het water van de secundaire kring werd verhit door het water van de primaire kring met stoom tot gevolg. De stoom dreef de turbines aan, werd vervolgens afgekoeld tot vloeistof en de cyclus herhaalde zich. De reactor was klein, het had een cilindervorm en een diameter van 1,55 meter en een hoogte van 1,68 meter. In het vat zaten 32 staven met brandstof bestaande uit 4,2-4,6% uranium-235. Verder waren er 21 regelstaven waarmee de energieproductie van de reactor werd geregeld. In geval van een paniek was een scram (noodstop) binnen 1,6 seconde uit te voeren. Over het hele schip waren 32 meters geplaatst om de straling te meten.
De kleine kernreactor van het schip was geplaatst in een grotere afgesloten cilindervormige ruimte. Deze cilinder had een diameter van 35 voet en was 50 voet hoog (10,7 × 15,2 meter). De behuizing was gemaakt van staal, met een dikte variërend van 6 tot 10 centimeter. In de cilinder waren diverse kleine openingen gemaakt voor kabels en leidingen, maar ook vier grotere waardoor personen de ruimte konden binnenkomen voor de controle van de apparatuur, onderhoud en reparaties. Een grote opening werd gebruikt om de brandstof in de reactor te vervangen. Aan de onderzijde waren twee speciale openingen. In geval dat het schip zou zinken en onder de 100 voet kwam, dan sprongen deze luiken open en liep de cilinder vol met water. Hiermee werd voorkomen dat de cilinder in elkaar gedrukt zou worden als de buitendruk te hoog werd. De onderste helft van de cilinder was verder omgeven door een betonnen band van 4 voet dik en de bovenste helft was voorzien van 15 centimeter lood om straling naar buiten te verminderen.

## Economie
De Savannah was bedoeld als een demonstratie van de technische mogelijkheid van nucleaire aandrijving voor koopvaardijschepen en was niet bedoeld om commercieel te kunnen opereren. Het schip was 182 meter lang en kon 60 passagiers en 8500 ton lading vervoeren.
Het uiterlijk van het schip deed meer denken aan een jacht dan aan een koopvaarder. De vorm van het voorschip bleek daardoor problematisch bij het laden en lossen van lading. De bemanning bedroeg 124 koppen en was 30% groter dan bij een conventioneel schip. Omdat het schip per jaar 2 miljoen dollar meer in exploitatie kostte dan een soortgelijk conventioneel schip werd het in 1972 uit de vaart genomen. Gedurende de daarna volgende energiecrisis zou het verschil in exploitatiekosten minder ongunstig zijn geweest.

## Uit de vaart
Van 1981 tot 1994 lag de Savannah ter bezichtiging in South Carolina. Daarna werd de reactor uit het schip verwijderd en onderging het een opknapbeurt. Het schip is aangewezen als National Historic Landmark. Het is buiten gebruik gesteld en ontsmet (DDR, van Decommissioning, Decontamination and Radiological). Het schip ligt nu in Baltimore en is als museumschip opengesteld voor het publiek.

## Trivia
In oktober 1964 deed de Savannah de havens van Rotterdam en Antwerpen aan. Het schip was enige tijd toegankelijk voor bezichtiging door het publiek en ontving in elk van beide havensteden zo'n 50.000 bezoekers.